# اورترون اندرلاین
اورترون اندرلاین (انگلیسی: Ortrun Enderlein؛ زادهٔ ۱ دسامبر ۱۹۴۳) لژسوار اهل آلمان بود. او در المپیک زمستانی ۱۹۶۴ اولین زنی بود که در رشته لژسواری به مدال طلا رسید.